# توم ويستون جونز
توم ويستون جونز (من مواليد 29 يونيو 1987) هو ممثل إنجليزي، اشتهر بدوره في فيلم كوبر ولعب دور ريتشارد لي في فيلم واريور (2019).

## النشأة والتعليم
ولد ويستون جونز في بيرتون أبون ترينت، ستافوردشاير، ونشأ في دبي، وهناك التحق بكلية دبي لإكمال تعليمه. حصل على شهادة في الدراما والمسرح من جامعة رويال هولواي في لندن، وتدرب في مدرسة بريستول أولد فيك.